# Заблоцкий, Тадеуш Лада
Тадеуш Лада (Фаддей) Заблоцкий (пол. Tadeusz Łada Zabłocki; 27 августа 1811, д. Лугиничи, Витебская губерния — август 1847, c. Кульп, Эриванская губерния) — польский поэт, этнограф, переводчик.

## Биография
Родился в семье польского шляхтича. После окончании Витебской гимназии в 1831 году был зачислен казённокоштным студентом на отделение словесности и литературы Императорского Московского университета. Посещал ряд курсов, среди которых — курс российской словесности профессора Победоносцева (отца К. П. Победоносцева) и занятия по римской словесности А. М. Кубарева. Во время учёбы познакомился и вступил в созданный В. Г. Белинским студенческий дружеский кружок «Литературное общество 11 нумера».
Вместе с Яном Савиничем организовал в среде университетских студентов-поляков тайное «Общество любителей отечественной словесности». Летом 1833 года был арестован за распространение песни, направленной против царя, исключён из университета и отправлен в Витебск. Следствие длилось два года. По вынесенному Фаддею Заблоцкому приговору он был сослан на Кавказ и определён рядовым в батальон сапёров. Участвовал в сражениях с горцами.
С 1839 года большей частью находился в Тифлисе, где встречался с Яковом Полонским, дружил с грузинскими поэтами Н. Бараташвили и М. Б. Туманишвили, дочками Александра Чавчавадзе — Ниной Грибоедовой и Екатериной Дадиани, азербайджанским поэтом и историком Аббас Кули-ханом Бакихановым.
Позднее был освобождён от службы в армии, назначен управляющим Кульпинскими соляными копями на Кавказе.
Умер в августе 1847 года от холеры.

## Творчество
Стихи поэта публиковались в польских журналах «Атенеум», «Звезда», «Рубон», «Литературный ежегодник». В 1845 году при поддержке Ю. Крашевского в Петербурге был выпущен сборник «Poezje Tadeusza Łady Zabłockiego». Своим родным местам посвятил поэтические произведения: поэму «Окрестности Витебска», элегии «К Двине», «Давжанское озеро», «Вилия» и другие. По мотивам «Хроники польской, литовской, жомойской и всей Руси» М. Стрыйковского написал балладу «Ляшко».
Работал над сочинениями «Опыты поэтические», «Материалы к истории славянской цивилизации и литературы», «Взгляды на историю грузинской литературы» (все они остались в рукописях).
Кроме того, Фаддей Заблоцкий изучал историю, литературу, этнографию народов Кавказа, им был собран большой материал о грузинских и азербайджанских писателях.
Им переведена на русский язык «История восточной части Закавказского края» Аббаса Кули-хана Бакиханова. Заблоцкий занимался переводами на польский язык произведений западно-европейских авторов. Перевёл на французский язык украинские народные песни («Украинские песни», Париж, 1845).